# 2 Dywizja Strzelców Spadochronowych (III Rzesza)
2 Dywizja Strzelców Spadochronowych (niem. 2. Fallschirm-Jäger-Division) – niemiecka dywizja strzelców spadochronowych z okresu II wojny światowej.

## Historia
2 Dywizję  Strzelców Spadochronowych utworzono we Francji na poligonie Queoquidan w roku 1942 w oparciu o 2 Pułk Strzelców Spadochronowych. Została wysłana na Ukrainę, gdzie walczyła do kwietnia 1944 roku. Później została wysłana do Francji. W czerwcu 1944 roku dywizja walczyła z desantem alianckim. Część dywizji została otoczona w Bretanii, gdzie broniła Brestu. Otoczona poddała się we wrześniu 1944 roku. Jako jedyny zdołał wycofać się 6 Pułk Strzelców Spadochronowych, który we wrześniu 1944 walczył z alianckim desantem w Holandii.
W grudniu 1944 roku w Holandii powołano „nową” 2 Dywizję Spadochronową. Ostatecznie ta dywizja została rozbita w marcu 1945 roku w Zagłębiu Ruhry.

## Skład
1942–1944
- 2 Pułk Strzelców Spadochronowych (Fallschirm-Jäger-Regiment 2)
- 6 Pułk Strzelców Spadochronowych (Fallschirm-Jäger-Regiment 6)
- 7 Pułk Strzelców Spadochronowych (Fallschirm-Jäger-Regiment 7)

1944–1945
- 2 Pułk Strzelców Spadochronowych (Fallschirm-Jäger-Regiment 2)
- 7 Pułk Strzelców Spadochronowych (Fallschirm-Jäger-Regiment 7)
- 21 Pułk Strzelców Spadochronowych (Fallschirm-Jäger-Regiment 21)